# العلاقات النرويجية البليزية
العلاقات النرويجية البليزية هي العلاقات الثنائية التي تجمع بين النرويج وبليز.

## مقارنة بين البلدين
هذه مقارنة عامة ومرجعية للدولتين:
| وجه المقارنة                                              | النرويج                                                   | بليز         |
| --------------------------------------------------------- | --------------------------------------------------------- | ------------ |
| المساحة (كم2)                                             | 385.21 ألف                                                | 22.97 ألف    |
| عدد السكان (نسمة)                                         | 5.33 مليون                                                | 374.68 ألف   |
| الكثافة السكانية (ن./كم²)                                 | 13.84                                                     | 16.31        |
| العاصمة                                                   | أوسلو                                                     | بلموبان      |
| اللغة الرسمية                                             | بوكمول، لغات السامي، نينوشك، اللغة النرويجية              | لغة إنجليزية |
| العملة                                                    | كرونة نروجية                                              | دولار بليزي  |
| الناتج المحلي الإجمالي (بليون دولار)                      | 398.83 مليار                                              | 1.84 مليار   |
| الناتج المحلي الإجمالي (تعادل القوة الشرائية) بليون دولار | 322.23 مليار                                              | 3.05 مليار   |
| الناتج المحلي الإجمالي الاسمي للفرد دولار أمريكي          | 74.40 ألف                                                 | 4.88 ألف     |
| الناتج المحلي الإجمالي للفرد دولار أمريكي                 | 65.61 ألف                                                 | 8.42 ألف     |
| مؤشر التنمية البشرية                                      | 0.944                                                     | 0.715        |
| رمز المكالمات الدولي                                      | +47                                                       | +501         |
| رمز الإنترنت                                              | .no                                                       | .bz          |
| المنطقة الزمنية                                           | ت ع م+01:00، ت ع م+02:00، توقيت وسط أوروبا، أوروبا/أوسلو ‏ | 00           |

## منظمات دولية مشتركة
يشترك البلدان في عضوية مجموعة من المنظمات الدولية، منها:
| علم المنظمة | اسم المنظمة                        | تاريخ انضمام النرويج | تاريخ انضمام بليز |
| ----------- | ---------------------------------- | -------------------- | ----------------- |
|             | وكالة ضمان الاستثمار متعدد الأطراف | 9 أغسطس 1989         | 29 يونيو 1992     |
|             | منظمة الشرطة الجنائية الدولية      | ?                    | ?                 |
|             | منظمة حظر الأسلحة الكيميائية       | ?                    | ?                 |
|             | منظمة التجارة العالمية             | 1995                 | ?                 |
|             | الفريق المعني برصد الأرض           | ?                    | ?                 |
|             | الأمم المتحدة                      | 27 نوفمبر 1945       | 25 سبتمبر 1981    |
|             | مؤسسة التمويل الدولية              | 20 يوليو 1956        | 19 مارس 1982      |
|             | يونسكو                             | 4 نوفمبر 1946        | 10 مايو 1982      |
|             | مؤسسة التنمية الدولية              | 24 سبتمبر 1960       | 19 مارس 1982      |
|             | البنك الدولي للإنشاء والتعمير      | 27 ديسمبر 1945       | 19 مارس 1982      |
|             | الاتحاد البريدي العالمي            | ?                    | ?                 |
|             | الاتحاد الدولي للاتصالات           | 1866                 | 16 ديسمبر 1981    |

## وصلات خارجية
- موقع وزارة الخارجية النرويجية
- موقع وزارة الخارجية البليزية